# Musée Lamartine
Le musée Lamartine à Mâcon, musée de France, au sens de la loi no 2002-5 du 4 janvier 2002, était situé dans l'hôtel Senecé. Le musée a fermé ses portes le 12 juin 2016 et sa collection a été transférée au musée des Ursulines.

## Histoire
L'hôtel Senecé est construit au début du XVIIIe siècle par Jacques Delaporte, seigneur de Marnay. L'Académie des Arts Sciences et Belles Lettres de Mâcon l'a acheté en 1896, le musée Lamartine est créé en 1969 à l'occasion du centenaire de la mort du poète, il a été rénové en 1990 par la ville de Mâcon.
L'hôtel de Senecé fait l’objet d’un classement au titre des monuments historiques depuis le 22 novembre 1962. Le musée a fermé en 2016.

## Description

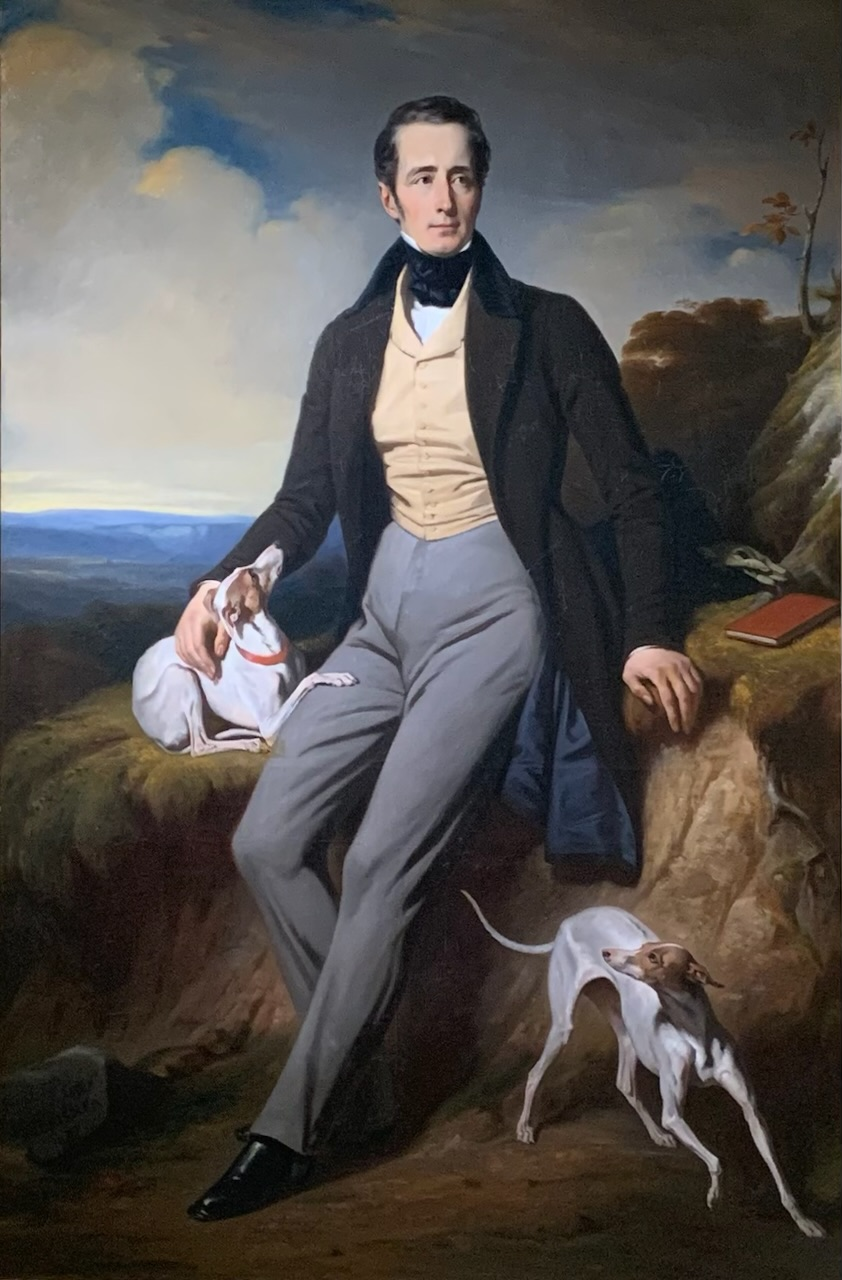
Lamartine par Henri Decaisne (1839) au musée Lamartine.

Le musée est consacré à Alphonse de Lamartine né à Mâcon en 1790 : peintures, sculptures, objets personnels, gravures et dessins. On y trouve également des meubles, des tapisseries d'Aubusson, des faïences et des tableaux sans rapport direct avec Lamartine.
Des extraits de ses écrits et discours politiques, notamment sur l'abolition de l'esclavage, sont également exposés.

### Quelques œuvres
- Maquettes de sculptures, vers 1847, par Marianne de Lamartine (peintre et sculpteur, née Marianne Elisa Birch, 1790–1863), élève de François Jouffroy
- Portrait de Lamartine, 1839, par Henri Decaisne
- Buste de Lamartine, 1843, par le prix de Rome François Jouffroy (1806–1882)
- Buste de Lamartine, 1843, par Jean-Louis Brian (1805–1864)